# Иллимах
Иллимах (рос. Ыллымах) — селище Алданського улусу, Республіки Саха Росії. Входить до складу Міського поселення місто Томмот.
Населення — 472 особи (2015 рік).
Село засноване 1942 року.